# SMS Hannover
SMS Hannover là một thiết giáp hạm tiền-dreadnought của Đế quốc Đức, chiếc thứ hai trong số năm chiếc thuộc lớp thiết giáp hạm Deutschland được chế tạo cho Hải quân Đế quốc Đức từ năm 1903 đến năm 1906. Hannover và ba chiếc tiếp theo được chế tạo với những khác biệt nhỏ cả trong thiết kế lẫn khi chế tạo so với chiếc SMS Deutschland dẫn đầu về hệ thống động lực và có đai giáp dày hơn. Hannover được đặt lườn vào ngày 7 tháng 11 năm 1904 và được đưa ra hoạt động cùng Hạm đội Biển khơi Đức vào tháng 10 năm 1907; mười tháng sau khi chiếc thiết giáp hạm "toàn-súng-lớn" HMS Dreadnought mang tính cách mạng được đưa vào hoạt động cùng Hải quân Hoàng gia Anh. Kết quả là, Hannover trở thành một tàu chiến chủ lực lạc hậu ngay trước khi được hoàn tất; dàn pháo chính mạnh mẽ và tốc độ nhanh hơn của Dreadnought khiến cho những chiếc như Hannover không thể đối đầu nó trong một hàng chiến trận. Con tàu được đặt tên theo tỉnh Hannover của Vương quốc Phổ, ngày nay thuộc vùng Niedersachsen của nước Đức.
Hannover và các tàu chị em đã phục vụ rộng rãi cùng hạm đội, tham gia mọi cuộc cơ động huấn luyện chính cho đến khi Chiến tranh Thế giới thứ nhất nổ ra vào tháng 7 năm 1914. Hannover và các tàu chị em lập tức được điều vào nhiệm vụ canh phòng tại khu vực cửa sông Elbe trong khi phần còn lại của hạm đội còn đang trong giai đoạn huy động. Con tàu đã tham gia nhiều hoạt động quy mô lớn của hạm đội trong hai năm đầu của chiến tranh, lên đến đỉnh điểm là Trận Jutland vào ngày 31 tháng 5-1 tháng 6 năm 1916. Trong trận đánh, Hannover phục vụ như là soái hạm của Đội IV thuộc Hải đội Thiết giáp II. Sau trận chiến, nó cùng với ba chiếc tàu chị em còn sống sót được rút khỏi hoạt động nơi tuyến đầu để đảm trách vai trò phòng thủ duyên hải. Vào năm 1917, Hannover được sử dụng trong một thời gian ngắn như một tàu mục tiêu trước khi quay trở lại nhiệm vụ canh gác tại biển Baltic. Con tàu được xuất biên chế vào tháng 12 năm 1918, không lâu sau khi chiến tranh kết thúc.
Hannover được cho hoạt động thường trực trở lại cùng Hải quân Đế chế Đức sau chiến tranh. Nó phục vụ cho hạm đội thêm mười năm nữa, từ năm 1921 đến năm 1931, trước khi được cho ngừng hoạt động. Hải quân dự định cải biến nó thành một tàu mục tiêu điều khiển bằng vô tuyến dành cho việc huấn luyện máy bay, nhưng điều này chưa bao giờ được thực hiện. Cuối cùng con tàu bị tháo dỡ từ năm 1944 đến năm 1946 tại Bremerhaven. Chiếc chuông của nó hiện đang được bảo tồn tại Bảo tàng Lịch sử Quân sự Liên bang ở Dresden.

## Thiết kế và chế tạo
Hannover được dự định để hoạt động trong hàng chiến trận Đức cùng với các thiết giáp hạm khác của Hải quân Đế quốc Đức. Con tàu được đặt lườn vào ngày 7 tháng 11 năm 1904 tại xưởng tàu của hãng Kaiserliche Werft ở Wilhelmshaven. Nó được hạ thủy vào ngày 29 tháng 5 năm 1905 và đưa ra hoạt động để chạy thử máy vào ngày 1 tháng 10 năm 1907, nhưng việc tập trận hạm đội tại Skagerrak vào tháng 11 đã ngắt quãng việc thử máy. Việc chạy thử máy được tiếp tục sau khi đợt cơ động hoàn tất, và đến ngày 13 tháng 2 năm 1908 Hannover sẵn sàng gia nhập hạm đội thường trực. Nó được bố trí về Hải đội Thiết giáp II của Hạm đội Biển khơi cùng với các tàu chị em Deutschland và SMS Pommern. Tuy nhiên, chiếc thiết giáp hạm mới của Anh Quốc HMS Dreadnought, trang bị mười khẩu pháo 12 in (300 mm), được đưa ra hoạt động vào tháng 12 năm 1906, trước khi Hannover được đưa vào phục vụ. Với một thiết kế mang tính cách mạng, Dreadnought đã khiến cho mọi tàu chiến chủ lực của Hải quân Đức trở thành lạc hậu, kể cả chiếc Hannover hoàn toàn mới.
Hannover dài 127,6 m (418 ft 8 in), mạn thuyền rộng 22,2 m (72 ft 10 in) và độ sâu của mớn nước là 8,21 m (26 ft 11 in). Nó có trọng lượng choán nước 14.218 tấn (13.993 tấn Anh) khi đầy tải, và được trang bị động cơ ba buồng bành trướng đặt dọc đốt than với công suất 16.000 mã lực chỉ (11.931 kW), cho phép đạt được tốc độ tối đa 18 kn (33 km/h; 21 mph). Với tốc độ đường trường 10 kn (19 km/h; 12 mph) và trữ lượng nhiên liệu 1.540 tấn (1.520 tấn Anh; 1.700 tấn Mỹ) than, nó có thể di chuyển được 4.850 hải lý (8.980 km; 5.580 mi).
Dàn pháo chính của Hannover bao gồm bốn khẩu pháo 28 cm (11 in) SK L/40 bắn nhanh bố trí trên hai tháp pháo nòng đôi, một phía trước và một phía sau của cấu trúc thượng tầng. Nó cũng được trang bị mười bốn khẩu pháo hạng hai 17 cm (6,7 in) gắn trên các tháp pháo ụ, 22 khẩu pháo 8,8 cm (3,5 in) bắn nhanh điều khiển bằng tay trên các bệ nòng đơn, cùng sáu ống phóng ngư lôi 45 cm (17,72 in) ngầm dưới lườn tàu.

## Lịch sử hoạt động

### Trước chiến tranh
Khi được đưa vào hoạt động, Hannover gia nhập Hải đội Thiết giáp II. Từ tháng 5 đến tháng 6 năm 1908, Hannover tham gia các cuộc cơ động tại Bắc Hải; rồi từ tháng 7 đến tháng 8, hạm đội thực hiện chuyến đi huấn luyện đến Đại Tây Dương. Trong chuyến đi, Hannover ghé qua Punta Delgado thuộc quần đảo Azore từ ngày 23 tháng 7 đến ngày 1 tháng 8. Cuộc thực tập mùa Thu hàng năm được tiến hành vào tháng 9; và sau khi kết thúc Hannover được điều sang Hải đội Thiết giáp I, nơi nó phục vụ như là soái hạm trong hai năm tiếp theo. Vào tháng 11, các cuộc thực tập của hạm đội và đơn vị được tiến hành tại biển Baltic.
Chương trình huấn luyện mà Hannover tham gia theo một lịch trình tương tự trong năm năm tiếp theo. Chúng bao gồm một chuyến đi đến Đại Tây Dương từ ngày 7 tháng 7 đến ngày 1 tháng 8 năm 1909. Vào tháng 2 năm 1910, Hải đội I tiến hành việc huấn luyện riêng lẻ tại vùng biển Baltic. Đơn vị này được chuyển căn cứ từ Kiel đến Wilhelmshaven vào ngày 1 tháng 4. Các cuộc cơ động hạm đội được tiến hành không lâu sau đó, tiếp nối bằng một chuyến đi mùa Hè đến Na Uy và các cuộc huấn luyện hạm đội trong mùa Thu. Vào ngày 3 tháng 10 năm 1911, con tàu được điều động quay trở lại Hải đội II. Do vụ Khủng hoảng Agadir vào tháng 7 năm 1912, chuyến đi mùa Hè chỉ đi đến khu vực biển Baltic. Vào ngày 14 tháng 7 năm 1914, chuyến đi hàng năm đến Na Uy bắt đầu, nhưng do nguy cơ chiến tranh nổ ra tại Châu Âu, chuyến đi bị rút ngắn; và trong vòng hai tuần Hannover cùng phần còn lại của Hải đội II quay trở về Wilhelmshaven.

### Chiến tranh Thế giới thứ nhất
Sau khi Chiến tranh Thế giới thứ nhất nổ ra vào tháng 7 năm 1914, Hannover được giao nhiệm vụ canh gác tại Altenbruch thuộc khu vực cửa sông Elbe, vào giai đoạn mà phần còn lại của hạm đội còn đang được huy động. Vào cuối tháng 10, các con tàu được gửi đến Kiel để tiến hành các cải biến cho hệ thống bảo vệ dưới nước nhằm chống đỡ thủy lôi và ngư lôi tốt hơn. Sau đó Hannover gia nhập lực lượng thiết giáp hạm hỗ trợ cho các tàu chiến-tuần dương tiến hành bắn phá Scarborough, Hartlepool và Whitby vào các ngày 15-16 tháng 12 năm 1914. Trong chiến dịch này, hạm đội chiến trận Đức với 12 thiết giáp hạm dreadnought và tám chiếc tiền-dreadnought đã tiếp cận ở khoảng cách 10 nmi (19 km; 12 mi) với một hải đội biệt lập Anh chỉ bao gồm sáu thiết giáp hạm. Tuy nhiên, các cuộc đụng độ lẻ tẻ giữa hai lực lượng tàu khu trục hộ tống đối địch đã khiến cho vị Tư lệnh hạm đội Đức, Đô đốc Friedrich von Ingenohl, tin rằng ông đang đối đầu với toàn bộ Hạm đội Grand, nên ông rút lui khỏi trận chiến và quay trở về nhà.
Hannover đã ra khơi trong trận Dogger Bank vào ngày 24 tháng 1 năm 1915 nhằm hỗ trợ cho các tàu chiến-tuần dương Đức bị bao vây, nhưng đã nhanh chóng quay trở lại cảng. Ngày 17-18 tháng 4, Hannover hỗ trợ cho một chiến dịch rải mìn ngoài khơi Swarte Bank được các tàu tuần dương hạng nhẹ của Hải đội Trinh sát II tiến hành. Một đợt tiến quân của hạm đội đến Dogger Bank được tiếp nối vào ngày 21-22 tháng 4. Đến ngày 16 tháng 5, Hannover được gửi đến Kiel để thay thế một trong các khẩu pháo 28 cm của. Con tàu còn quay lại Kiel vào ngày 28 tháng 6 để bổ sung thiết bị đốt dầu cho các nồi hơi của nó, một công việc kéo dài cho đến ngày 12 tháng 7. Vào ngày 11-12 tháng 9, Hải đội Trinh sát II tiến hành một đợt rải mìn khác ngoài khơi Swarte Bank cùng với Hannover và phần còn lại của Hải đội Thiết giáp II trong thành phần hỗ trợ. Nó được tiếp nối bằng một đợt càn quét của hạm đội không mang lại kết quả vào ngày 23-24 tháng 10. Trong đợt tiến quân của hạm đội vào ngày 5-7 tháng 3 năm 1916, Hannover và phần còn lại của Hải đội II ở lại German Bight, sẵn sàng lên đường hỗ trợ. Sau đó chúng gia nhập trở lại hạm đội trong chiến dịch Bắn phá Yarmouth và Lowestoft vào ngày 24-25 tháng 4. Trong chiến dịch này, chiếc tàu chiến-tuần dương SMS Seydlitz bị hư hại do trúng phải một quả thủy lôi Anh và phải quay trở về cảng sớm. Do tầm nhìn kém, chiến dịch nhanh chóng bị triệu hồi trước khi hạm đội Anh có thể can thiệp.

#### Trận Jutland
Đô đốc Reinhard Scheer, Tư lệnh hạm đội Đức, lập tức vạch kế hoạch cho một chiến dịch khác ra Bắc Hải, nhưng việc Seydlitz bị hư hại đã trì hoãn chiến dịch cho đến cuối tháng 5. Hannover trở thành soái hạm của Đội IV thuộc Hải đội Thiết giáp II, được bố trí ở phía cuối của hàng chiến trận Đức. Lúc này hải đội được đặt dưới quyền chỉ huy của Chuẩn Đô đốc Franz Mauve. Trong đợt "Tiến ra Bắc Hải", Đô đốc Scheer ra lệnh cho hạm đội truy đuổi hết tốc độ các thiết giáp hạm của Hải đội Thiết giáp V Anh Quốc đang rút lui. Hannover và các tàu chị em chậm hơn đáng kể so với những chiếc dreadnought và nhanh chóng bị tụt lại phía sau. Vào lúc này, Đô đốc Scheer chỉ đạo cho Hannover ở vị trí sau cùng của hàng chiến trận Đức, để ông có được một soái hạm ở mỗi đầu của đội hình. Đến 19 giờ 30 phút, Hạm đội Grand xuất hiện và đối đầu với lực lượng của Đô đốc Scheer với một ưu thế áp đảo. Tình thế của hạm đội Đức bị ảnh hưởng nặng bởi sự hiện diện của những chiếc trong lớp Deutschland chậm chạp; nếu Scheer ra lệnh quay trở về Đức ngay lập tức, có thể ông sẽ phải hy sinh những con tàu chậm hơn để có thể rút lui thành công.
Đô đốc Scheer quyết định quay ngược hướng đi của hạm đội bằng một cú "đổi hướng chiến trận" (Gefechtskehrtwendung), một cách cơ động đòi hỏi mọi đơn vị trong hàng chiến trận Đức phải quay mũi 180 °Cùng một lúc. Do hậu quả của việc bị tụt lại phía sau, những chiếc trong Hải đội Thiết giáp II không thể đi theo hướng đi mới sau khi đổi hướng. Vì vậy, Hannover và năm chiếc khác của hải đội ở bên phía rút lui của hàng chiến trận Đức. Đô đốc Mauve dự định di chuyển các con tàu của ông về phía cuối hàng chiến trận, phía sau những chiếc dreadnought của Hải đội Thiết giáp III, nhưng đã không thực hiện khi ông nhận ra việc di chuyển như vật sẽ ảnh hưởng đến sự cơ động các tàu chiến-tuần dương của Đô đốc Franz von Hipper. Thay vào đó, ông tìm cách đặt các con tàu của mình phía đầu hàng tàu chiến.
Sau đó trong ngày thứ nhất của trận chiến, các tàu chiến-tuần dương đã bị hư hại thuộc Hải đội Tuần tiễu I của Đô đốc Hipper phải chịu đựng áp lực nặng nề do bị các đối thủ Anh truy đuổi. Hannover và các con tàu mang biệt danh "tàu-năm-phút" đã đến để trợ giúp, đi vào giữa hai hải đội tàu chiến-tuần dương đang đối đầu. Tầm nhìn kém khiến cho cuộc đụng độ sau đó diễn ra ngắn ngủi. Hannover chỉ bắn được tám phát đạn pháo 28 cm trong giai đoạn này. Tàu chiến-tuần dương Anh HMS Princess Royal nhiều lần nhắm bắn vào Hannover trước khi con tàu Đức bị che khuất trong làn khói; Hannover chỉ bị trúng mảnh đạn của một quả đạn pháo 13,5 in (34 cm) bắn từ Princess Royal. Đô đốc Mauve quyết định không nên đối đầu với một lực lượng tàu chiến-tuần dương mạnh hơn nhiều, nên ra lệnh chuyển hướng 90° sang mạn phải.
Cuối ngày hôm đó, hạm đội chuẩn bị cho chuyến đi đêm quay trở về Đức; Deutschland, Pommern và Hannover được xếp phía sau König và các thiết giáp hạm dreadnought khác của Hải đội Thiết giáp III về phía cuối của hàng chiến trận Đức. Sau đó Hannover gia nhập cùng Hessen, Schlesien và Schleswig-Holstein. Hessen được đặt giữa Hannover và Pommern, trong khi hai chiếc kia ở phía cuối hàng. Không lâu sau 01 giờ 00, những chiếc dẫn đầu của hàng chiến trận Đức phát hiện tàu tuần dương bọc thép HMS Black Prince, nó nhanh chóng bị tiêu diệt bởi hỏa lực áp đảo của những chiếc dreadnought Đức. Nassau bị buộc phải tách ra khỏi hàng khi né tránh chiếc tàu Anh đang chìm, và khi gia nhập trở lại đội hình một giờ sau đó, nó ở ngay phía trước Hannover.
Vào khoảng 03 giờ 00, các tàu khu trục Anh tổ chức một loạt các cuộc tấn công vào hạm đội, một số đã nhắm vào Hannover. Không lâu sau đó, Pommern bị đánh trúng ít nhất một, hoặc có thể là hai, quả ngư lôi từ tàu khu trục Anh HMS Onslaught; cú đánh trúng đã kích nổ một hầm đạn, làm phá hủy toàn bộ con tàu sau một vụ nổ dữ dội. Hannover đang ở ngay phía sau Pommern và bị buộc phải bẻ lái gắt sang mạn phải để né tránh xác tàu đắm. Cùng lúc đó, một quả ngư lôi thứ ba từ Onslaught băng qua gần phía đuôi của Hannover, buộc nó phải quay mũi lần nữa. Không lâu sau 04 giờ 00, Hannover cùng nhiều tàu chiến khác liên tục bắn vào cái mà họ cho là tàu ngầm; và có lúc, hỏa lực của Hannover và Hessen suýt làm hư hại các tàu tuần dương hạng nhẹ Stettin và München, buộc Đô đốc Scheer phải ra lệnh cho chúng ngừng bắn. Hannover cùng nhiều tàu chiến khác lại bắn vào những tàu ngầm tưởng tượng không lâu trước 06 giờ 00.
Bất chấp sự ác liệt của trận chiến đêm, Hạm đội Biển khơi vẫn băng xuyên qua lực lượng khu trục Anh và đến được Horns Reef lúc 04 giờ 00 ngày 1 tháng 6. Hạm đội Đức về đến Wilhelmshaven vài giờ sau đó, nơi những chiếc dreadnought không bị hư hại thuộc các lớp Nassau và Helgoland chiếm lấy các vị trí phòng ngự. Trong suốt trận đánh, Hannover đã bắn tám quả đạn pháo 28 cm, 21 quả đạn 17 cm và 44 quả đạn 8,8 cm; nó thoát ra khỏi trận chiến mà hoàn toàn không bị hư hại.

#### Các hoạt động sau đó
Sau trận Jutland, Hannover đi vào ụ tàu để bảo trì định kỳ vào ngày 4 tháng 11. Hannover và phần còn lại của Hải đội Thiết giáp II được cho tách khỏi Hạm đội Biển khơi vào ngày 30 tháng 11 để được bố trí nhiệm vụ canh phòng tại cửa sông Elbe. Đến đầu năm 1917, Hannover được sử dụng như một tàu mục tiêu tại Baltic. Đến ngày 21 tháng 3, Hannover được tháo dỡ một số khẩu pháo, rồi được cải biến thành một tàu bảo vệ từ ngày 25 tháng 6 đến ngày 16 tháng 9. Trong giai đoạn này, vào ngày 15 tháng 8, Hải đội Thiết giáp II được chính thức giải thể; và đến ngày 27 tháng 9, Hessen được giao nhiệm vụ canh phòng tại biển Baltic thay phiên cho chiếc thiết giáp hạm cũ Lothringen.

### Phục vụ sau chiến tranh
Vào ngày 11 tháng 11 năm 1918, Đức đạt được thỏa thuận đình chiến với Đồng Minh. Theo những điều khoản được thỏa thuận, những thành phần hiện đại nhất của hạm tàu nổi Đức bị chiếm giữ tại căn cứ hải quân Anh ở Scapa Flow, trong khi phần còn lại của hạm đội được giải giới. Vào ngày mà việc ngừng bắn có hiệu lực, Hannover được gửi ngắn hạn đến Swinemünde trước khi quay trở về Kiel vào ngày 14-15 tháng 11 cùng với Schlesien. Hannover được xuất biên chế một tháng sau đó, vào ngày 17 tháng 12 theo những thỏa thuận ngừng bắn.
Các điều khoản của Hiệp ước Versailles được ký kết vào ngày 21 tháng 6 năm 1919, cho phép Đức được giữ lại trong Hải quân Đế chế Đức được tái tổ chức một hạm đội tàu nổi, với tám thiết giáp hạm đã lạc hậu cho vai trò phòng thủ duyên hải. Chúng bao gồm ba thiết giáp hạm thuộc lớp Deutschland: Hannover, Schleswig-Holstein và Schlesien, cùng năm chiếc khác thuộc lớp Braunschweig.
Hannover là chiếc đầu tiên trong số thiết giáp hạm cũ hoạt động trở lại cùng Hải quân Đế chế Đức vào tháng 2 năm 1921 như là soái hạm của hạm đội tại Baltic. Cảng nhà đầu tiên của nó là Swinemünde, nhưng nó được chuyển đến Kiel vào năm 1922. Vào năm 1923, Hải quân Đức áp dụng một cấu trúc chỉ huy mới, và Braunschweig trở thành soái hạm của hạm đội. Vào tháng 10 năm 1925, Hannover được chuyển đến trạm Bắc hải. Nó được xuất biên chế vào tháng 3 năm 1927 khi Schlesien quay trở lại phục vụ. Với các cột ăn-ten được chế tạo mới hoàn toàn nhưng vẫn với ba ống khói, nó phục vụ trở lại để thay thế cho chiếc Elsass từ tháng 2 năm 1930 đến tháng 9 năm 1931.
Con tàu được rút khỏi Đăng bạ Hải quân vào năm 1936. Hải quân có dự định tái cấu trúc Hannover để sử dụng như một tàu mục tiêu, nhưng việc này không bao giờ được thực hiện. Cuối cùng, con tàu được tháo dỡ từ tháng 5 năm 1944 đến tháng 10 năm 1946 tại Bremerhaven. Chiếc chuông của nó hiện đang được lưu giữ tại Bảo tàng Lịch sử Quân sự Liên bang ở Dresden.